# De pasmunt
Tom Poes en de pasmunt of kortweg De pasmunt is het 111de verhaal uit de Bommelsaga, geschreven en getekend door Marten Toonder. Het verhaal verscheen voor het eerst op 8 juli 1965 en liep tot 20 september van dat jaar. Thema: Wet van Gresham "Bad money drives out good money".

## Samenvatting
Hocus Pas introduceert pasmunten, en die blijken zeer verslavend te zijn. Het normale leven raakt steeds meer verstoord, en algauw zijn pasmunten het enige wat nog telt; men haalt zijn neus op voor echt geld.
Super en Hieper zijn onwetend hiervan druk bezig vals geld te drukken. Tom Poes merkt dat en weet hen over te halen om tegen betaling valse pasmunten te maken. Deze zijn niet verslavend, en na verspreiding hiervan neemt de macht van de "echte" pasmunten af. Uiteindelijk wordt Hocus Pas gearresteerd, maar zoals gebruikelijk verandert hij in een kraai en ontsnapt. De "echte" pasmunten veranderen in modder, en van de namaak-munten worden speldjes gemaakt. 

## Hoorspel
- De pasmunt in het Bommelhoorspel